# Hesher (película)
Hesher es una película del 2010 dirigida y escrita por Spencer Susser y protagonizada por Joseph Gordon-Levitt, Devin Brochu, Natalie Portman y Rainn Wilson. Presentada el 22 de enero de 2010, el filme trata de una familia deprimida debido a la pérdida de la madre, cuando de repente llega un extraño y alocado hombre que los ayuda a cobrar el sentido de sus vidas.
Spencer Susser ganó un premio en el Festival de Cine de Filadelfia como mejor director. El filme también fue nominado en el Festival Sundance como mejor película dramática.

## Argumento
Después de la pérdida de su madre en un accidente de coche, T.J cae en un estado de depresión. Él se obsesiona con el coche de su madre muerta y lo sigue cuando es remolcado lejos. Él y su padre deprimido, Paul, viven con la abuela de T.J, Madeline, donde a ellos se les une Hesher, un tipo malhablado, lleno de tatuajes y amante del Thrash metal.
Después de la escuela, Dustin, un matón del servicio de remolque, encuentra su coche destrozado y culpa a T.J, quien es salvado y llevado a casa por una cajera de supermercado, Nicole. Hesher es testigo de los ataques de Dustin hacia T.J, sin embargo, no hace nada al respecto. Más tarde, Hesher prende fuego al coche de Dustin. Debido a esto, la policía va a casa de ambos e interrogan a T.J, pero es liberado por la falta de pruebas. 
Luego, T.J espía a Nicole en el supermercado cuando aparece Hesher y ambos la siguen hasta su casa, hasta que ella choca el auto de un tipo, el cual le gritaba insultos, entonces Hesher la defiende. Después como el auto de Nicole no arrancaba, los tres se van a una casa en venta en donde Hesher pierde el control y hace trizas la piscina y todo a su alrededor. Luego se va, para que T.J y Nicole se conozcan. Ambos ya solos, van a buscar el auto de Nicole, el cual tiene una multa, entonces ella llora y se desahoga comentándole a T.J lo mala que es su vida.Más tarde esa noche, T.J. y Paul pelean en la cena. Madeline se apena y le dice a Hesher que «No hay nada que ella pueda hacer al respecto» y se va a su dormitorio. Hesher dice que él irá con ella a dar un paseo, pero él la encuentra muerta a la mañana siguiente. 
T.J roba la tarjeta de crédito de su papá y saca dinero para desempeñar el coche, pero dicen ha sido movido. Él decide darle el dinero a Nicole para la multa, pero cuando le va a dejar el dinero a su casa, encuentra a ella teniendo sexo con Hesher, debido a esto rompe la ventana de la van/furgoneta de Hesher mientras le dice a ambos que no quiere volver a verlos.
T.J entra a la casa de Dustin para descubrir en donde estaba el auto de su madre y éste le dice que se lo llevaron al tiradero/desguace. Dustin comienza a atacar a T.J hasta que Hesher entra y le salva pero él le dice que no quiere verlo otra vez, después de esto T.J se va al tiradero. Él se sube en el coche arruinado y sueña con la muerte de su madre. T.J se despierta cuando el coche va a ser aplastado y se cae. Después vuelve a casa a prepararse para el entierro de su abuela. Mientras tanto, Nicole va a su casa y le pide perdón. 
En el funeral, le piden a T.J. decir algunas palabras para ella, pero no tiene nada que decir. Hesher entra a la ceremonia borracho y le dice a todos que lo escuchen. Él cuenta una historia sobre cuando era más joven e hizo explotar un coche del cual salió un pedazo de metal que destruyó uno de sus testículos. Hesher estaba muy molesto por ello hasta que él se dio cuenta de que todavía le quedaba un testículo y un pene que funcionaba. Y que Paul y T.J perdieron a uno de sus seres amados, pero que aún se tenían el uno al otro y le habían prometido a Madeleine dar un paseo con ella. Entonces Hesher se lleva el ataúd a “dar un paseo” y le dice a T.J, «vamos, ésta será tu última oportunidad». Debido a esto, padre e hijo le siguen para llevarla al cementerio.
Al día siguiente, Paul se afeita por primera vez desde que su esposa murió y le muestra a T.J los restos comprimidos del coche de su madre, que Hesher ha traído desde el basurero y los ha puesto en la entrada. 
La película finaliza con ellos mirando los restos y la cámara alejándose, mostrando el techo de la casa donde Hesher pintó en enormes letras blancas: «Hesher estuvo aquí».

## Elenco
- Joseph Gordon-Levitt como Hesher.
- Devin Brochu como T. J. Forney.
- Rainn Wilson como Paul Forney.
- Piper Laurie como Madeleine Forney.
- Monica Staggs como Señora Forney.
- Natalie Portman como Nicole.
- Brendan Hill como Dustin.

## Críticas
Hesher ha recibido críticas dispares, y actualmente tiene un 53% en Rotten Tomatoes. Peter Travers de Rolling Stone elogió la película y la actuación de Joseph Gordon-Levitt, diciendo 

Y qué sí Hesher vuela autos, mantiene surgiendo sorpresas divertidas y conmovedoras. Las actuaciones son ases. Rainn Wilson hace de papá. E incluso así el guion bordea a Gordon-Levitt en el sentimiento, no puedes sacarle los ojos de encima.

Sin embargo, Roger Ebert dijo: 

“Hesher” reúne a un grupo de personajes que no están seguros del porqué están en la misma película juntos. Uno por uno, tienen una atracción, pero juntos, son codos y tobillos.

## Premios y nominaciones

### Philadelphia Film Festival
| Año  | Categoría              | Receptor       | Resultado |
| ---- | ---------------------- | -------------- | --------- |
| 2010 | Mejor primera película | Spencer Susser | Ganadora  |

### Sundance Film Festival
| Año  | Categoría                | Receptor       | Resultado |
| ---- | ------------------------ | -------------- | --------- |
| 2010 | Mejor película dramática | Spencer Susser | Nominada  |